# Баия
Баи́я (порт. Bahia) — один из 26 штатов Бразилии, расположенный на востоке страны на побережье Атлантического океана.
Штат Баия занимает четвёртое место в Бразилии по численности населения (уступая только штатам Сан-Паулу, Минас-Жерайс и Рио-де-Жанейро) и пятое место по площади. Административный центр — город Салвадор — расположен на месте, где Бухта всех Святых соединяется с Атлантическим океаном.

## Этимология
Название штата в переводе с португальского означает «бухта»: именно бухту Всех Святых впервые увидели европейские моряки 1 ноября 1501 года в День всех святых.

## География
Штат расположен в восточной части Бразильского плоскогорья, на севере граничит со штатами Алагоас, Пернамбуку и Пиауи, на западе со штатами Токантинс и Гояс, на юге — со штатами Минас-Жерайс и Эспириту-Санту. С севера на юг Баию пересекает северная часть хребта Серра-ду-Эспиньясу, здесь высочайшая вершина штата — гора Алмас высотой 1850 м. По западной административной границе штата пролегает хребет Сера-Жерал-ди-Гойяс. На северной части штата реки, в большей своей части — пересыхающие, на западной половине штата, той, что за хребтом Сера-ду-Эспиньясу — бассейн реки Сан-Франсиску, на реке одно крупнейших водохранилищ — Собрадинью (площадь — 4214 км²).

### Климат
Климат тропический, среднегодовая температура +22 ºС. Время наступления сезона дождей отличается в разных частях штата. В столице г. Салвадор дожди с марта по июль, на западе штата — с октября по март, на засушливом севере — с февраля по апрель.

## История

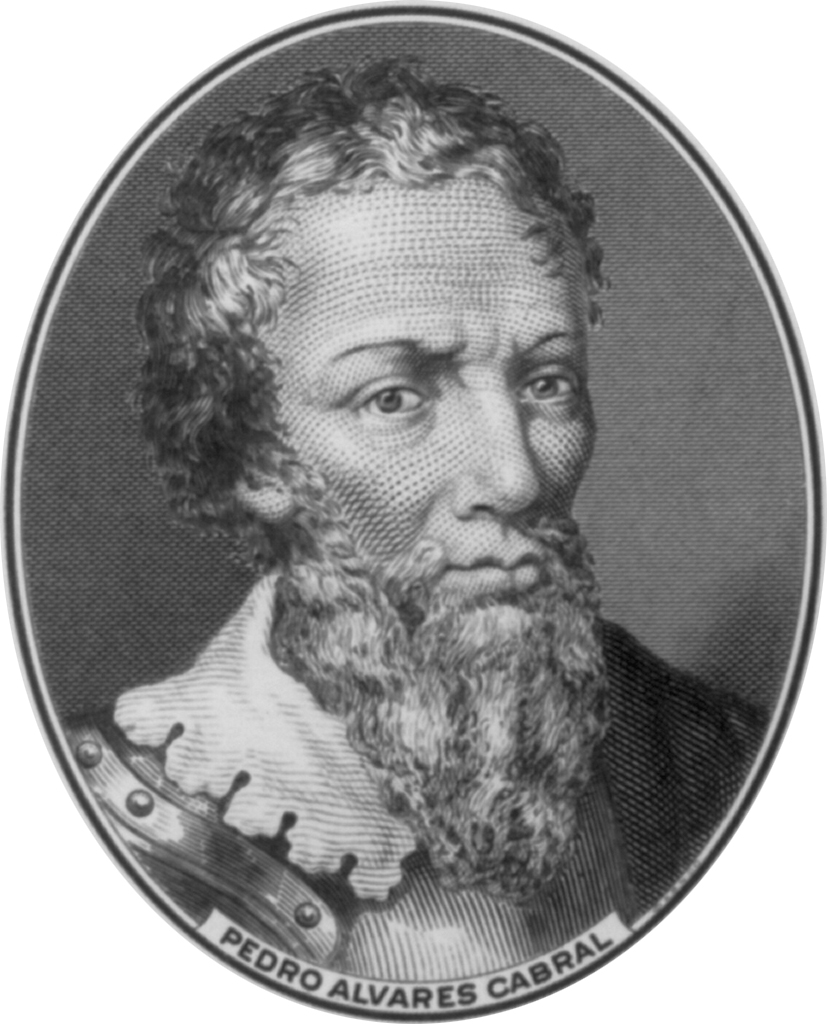
Педру Алвареш Кабрал

Португалец Педру Алвареш Кабрал высадился в Порту-Сегуру в 1500 году. В 1549 году португальцы основали город Салвадор. До 1763 года это был административный и религиозный центр всех португальских колоний в обеих Америках. С 1624 по 1625 годы городом управляли голландцы.
Штат Баия последним присоединился к Бразильской империи (2 июля 1823 года). С XVI по XVIII век здесь располагались сахарные плантации, где работало 37 % процентов рабов из Африки, привезённых в Бразилию.
Архиепископ Салвадора Жеральду Маджелла Агнелу является примасом страны.

## Административно-территориальное устройство
Штат Баия разделён на семь административно-статистических мезорегионов: вдоль Атлантического побережья расположены мезорегионы Юг и Агломерация Салвадор, в центральной части — Северо-центральный и Юго-центральный мезорегионы, вдоль западной, северо-западной и северной части административной границы штата расположены мезорегионы Вали-Сан-Франсискану-да-Баия и Крайний запад штата, а вдоль северо-восточной административной границы штата до Атлантического побережья расположен мезорегион Северо-восток. Мезорегионы, в свою очередь, разделены на 32 микрорегиона и 417 муниципалитетов. По территории штат превосходит такие государства, как Франция, Испания.

## Демография
Согласно сведениям, собранным в ходе переписи 2010 года Бразильским институтом географии и статистики (IBGE), население штата составляет:
| Полное население                       | Полное население                       | Полное население                       | Полное население                       | 14 016 906 |
| -------------------------------------- | -------------------------------------- | -------------------------------------- | -------------------------------------- | ---------- |
| в том числе:                           | Городское население                    | 10 102 476                             | Процент городского населения, %        | 72,07      |
|                                        | Сельское население                     | 3 914 430                              | Процент сельского населения, %         | 27,93      |
|                                        | Мужское население                      | 6 878 266                              | Процент мужского населения, %          | 49,07      |
|                                        | Женское население                      | 7 138 640                              | Процент женского населения, %          | 50,93      |
| Плотность населения, чел/км²           | Плотность населения, чел/км²           | Плотность населения, чел/км²           | Плотность населения, чел/км²           | 24,82      |
| Население штата в % к населению страны | Население штата в % к населению страны | Население штата в % к населению страны | Население штата в % к населению страны | 7,35       |

В 2006 году 67,4 % населения жило в городах. С 1991 по 2000 годы рост населения составил 1,1 %. В 2006 году в штате было 3,826 млн домов.
Согласно последней переписи в штате жило 8,831 млн мулатов (63,2 %), 2,864 млн белых (20,5 %), 2,193 млн негров (15,7 %), 83 тыс. индейцев и азиатов (0,6 %).

## Важнейшие города
- Сан-Салвадор-да-Баия-ди-Тодус-ус-Сантус
- Фейра-ди-Сантана
- Витория-да-Конкиста
- Ильеус
- Итабуна
- Камасари
- Жекие
- Алагоиньяс
- Баррейрас
- Порту-Сегуру
- Тейшейра-ди-Фрейтас
- Паулу-Афонсу

## Экономика
По данным Бразильского института географии и статистики в 2005 году валовой внутренний продукт штата составил R$90,943 млрд (6-й в Бразилии), что составляет на душу населения — R$6583 (19-й среди штатов Бразилии).
Административный центр штата город Салвадор — экономический центр Северо-Востока, есть океанский порт и международный аэропорт. В штате крупная ГЭС Собрадинью на реке Сан-Франсиску.

### Сельское хозяйство
Гигантский агропромышленный комплекс, вывоз продукции облегчен близостью портов и развитой сетью железных и шоссейных дорог. Баия — ведущий штат по поголовью коз, 3 млн 572 тыс. голов (37 % по стране); производству какао 110 800 т (65 % по стране); маракуйи (77 тыс. т, 23 % по стране), клещевины 82,5 тыс. т (95 % по стране).

### Лесное хозяйство
Лесозаготовки. Насаждение деревьев и заготовка из них древесины для мебельной и целлюлозно-бумажной промышленности. Сбор волокон пиассавы и бурити, дикорастущих орехов кешью, плодов умбу, бабасу, ликури и пеки, сбор коры анжику и акации барбатиман, листьев яборанди. По сбору дикорастущих орехов кешью штат занимает 1-е место по стране: в 2007 было собрано 2696 т орехов, что составляет 53 % всего урожая лесов Бразилии.

## Полезные ископаемые
- Уран в Лагоа-Реал (Lagoa Real): на юго-востоке штата расположена крупная урановая провинция, ведется добыча и обогащение урановых руд.
- Драгоценные камни и самоцветы: добыча аметистов, бериллов, изумрудов, топазов, турмалина, александрита.

## Спорт
Наиболее популярный и титулованный футбольный клуб штата — «Баия», которая, хотя и испытывает в последние годы кризис в спортивных результатах, в самой Бразилии пользуется уважением и статусом сооснователя Клуба Тринадцати — самых популярных и титулованных команд страны. Остальные 12 членов организации при основании в 1987 году представляли 4 самые развитые в футбольном плане штаты. В то же время в Баие пользуется большой популярностью другая команда из Салвадора — «Витория».
Здесь прошли игры чемпионата мира по футболу 2014.
Местный уроженец, боксёр Аселино Фрейтас являлся чемпионом мира во 2-й полулегкой (версия WBO, 1999—2003; версия WBA, 2002—2003) и легкой (версия WBO, 2004) весовой категории.
Также считается, что капоэйра пошла именно из Баии.

## Известные уроженцы
- Дида — вратарь знаменитых клубов «Крузейро», «Коринтианс», «Милан», чемпион мира 2002.
- Фрейтас, Аселино — боксёр-профессионал, выступающий в легкой весовой категории.
- Жилберту, Жуан — певец и гитарист, отец Босса-новы.
- Лима, Адриана — супермодель, одна из ангелов Victoria's Secret.
- Амаду, Жоржи — писатель, общественный и политический деятель.
- Велозу, Каэтану — певец и гитарист, один из основателей Тропикализма.
- Жуниор дус Сантус — бывший чемпион UFC в тяжелом весе, на данный момент[когда?] занимает 2-е место в рейтинге Sherdog.
- Глаубер Роша — кинорежиссёр

## Фото

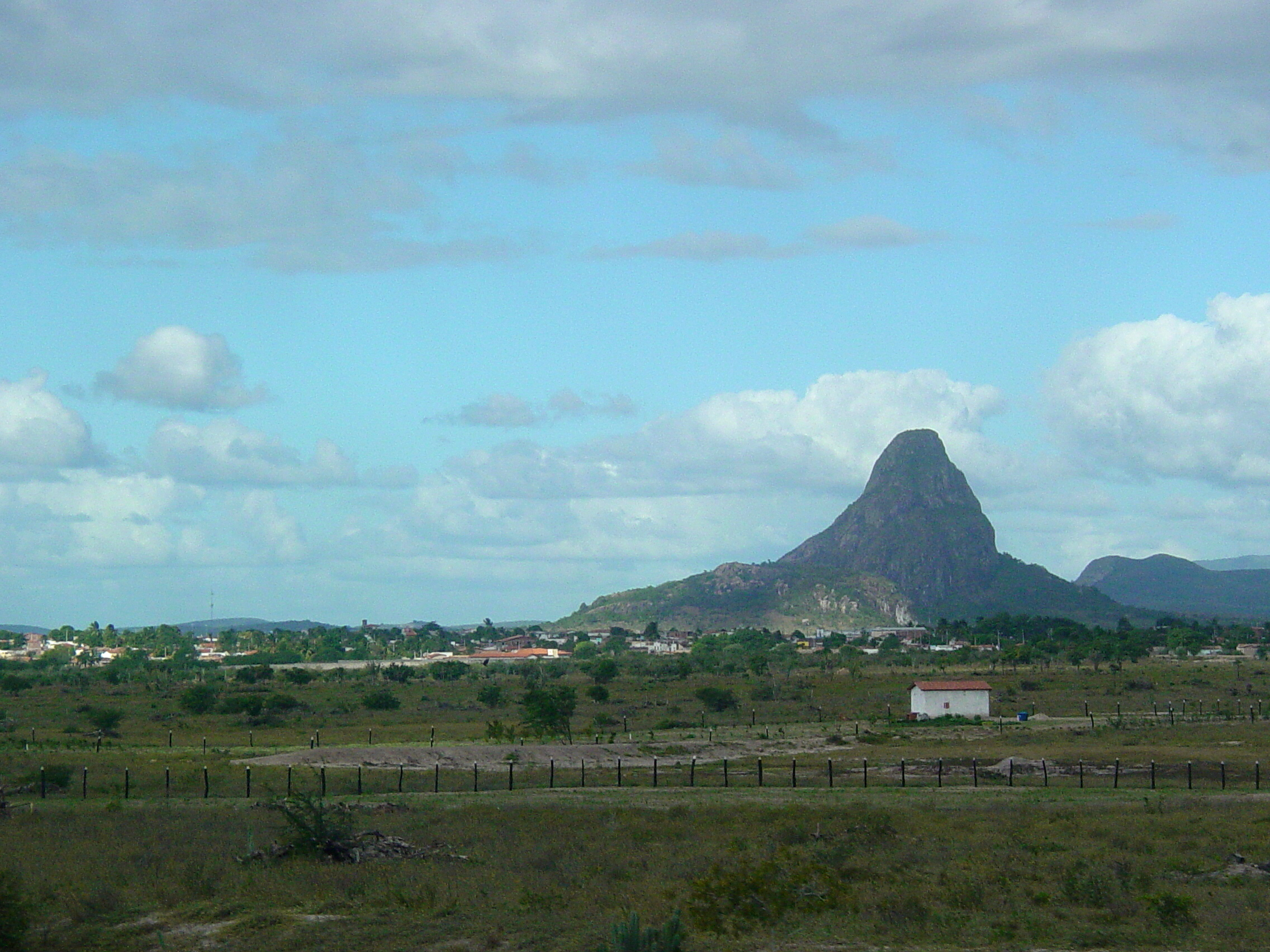
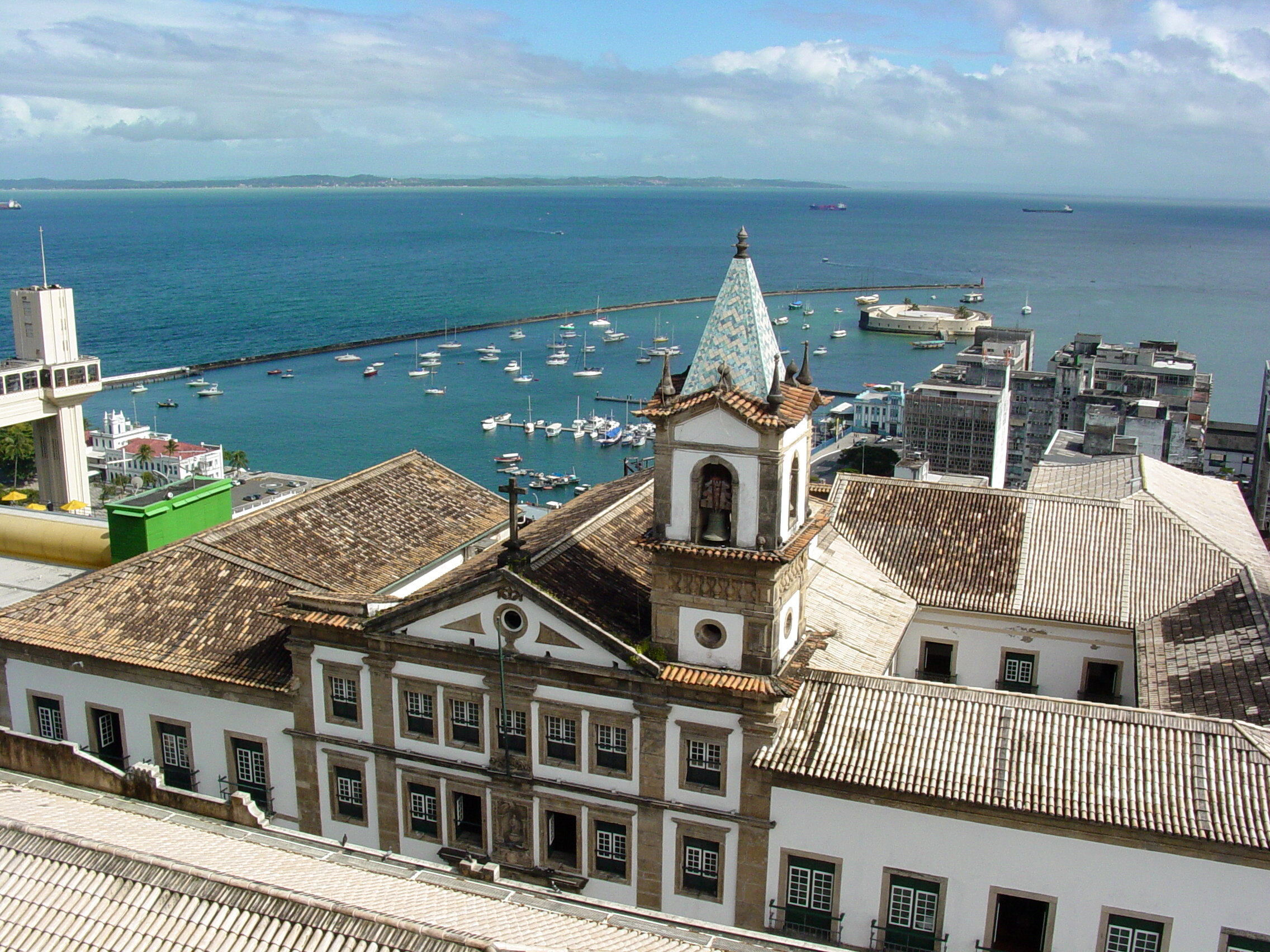
город Салвадор
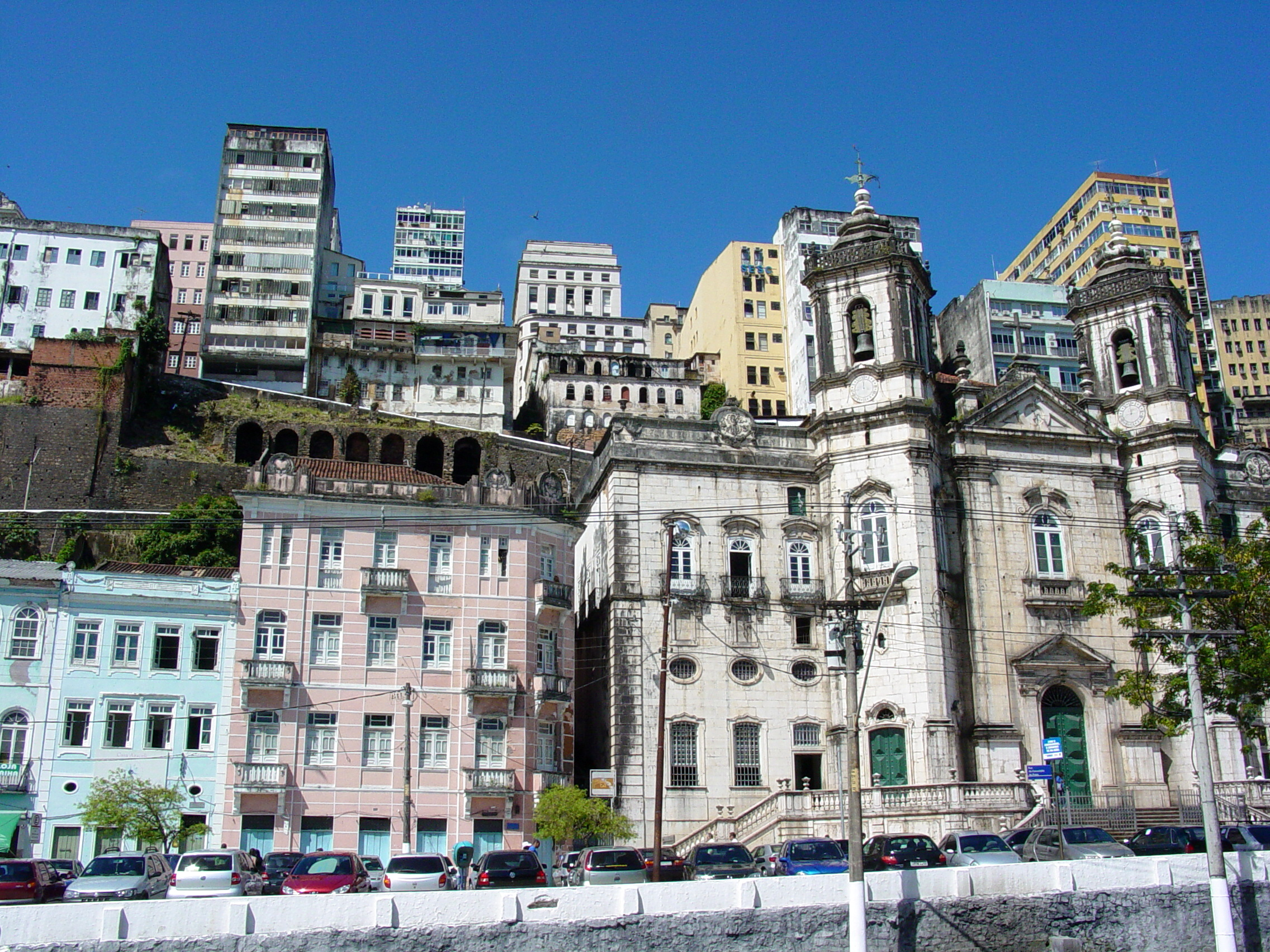
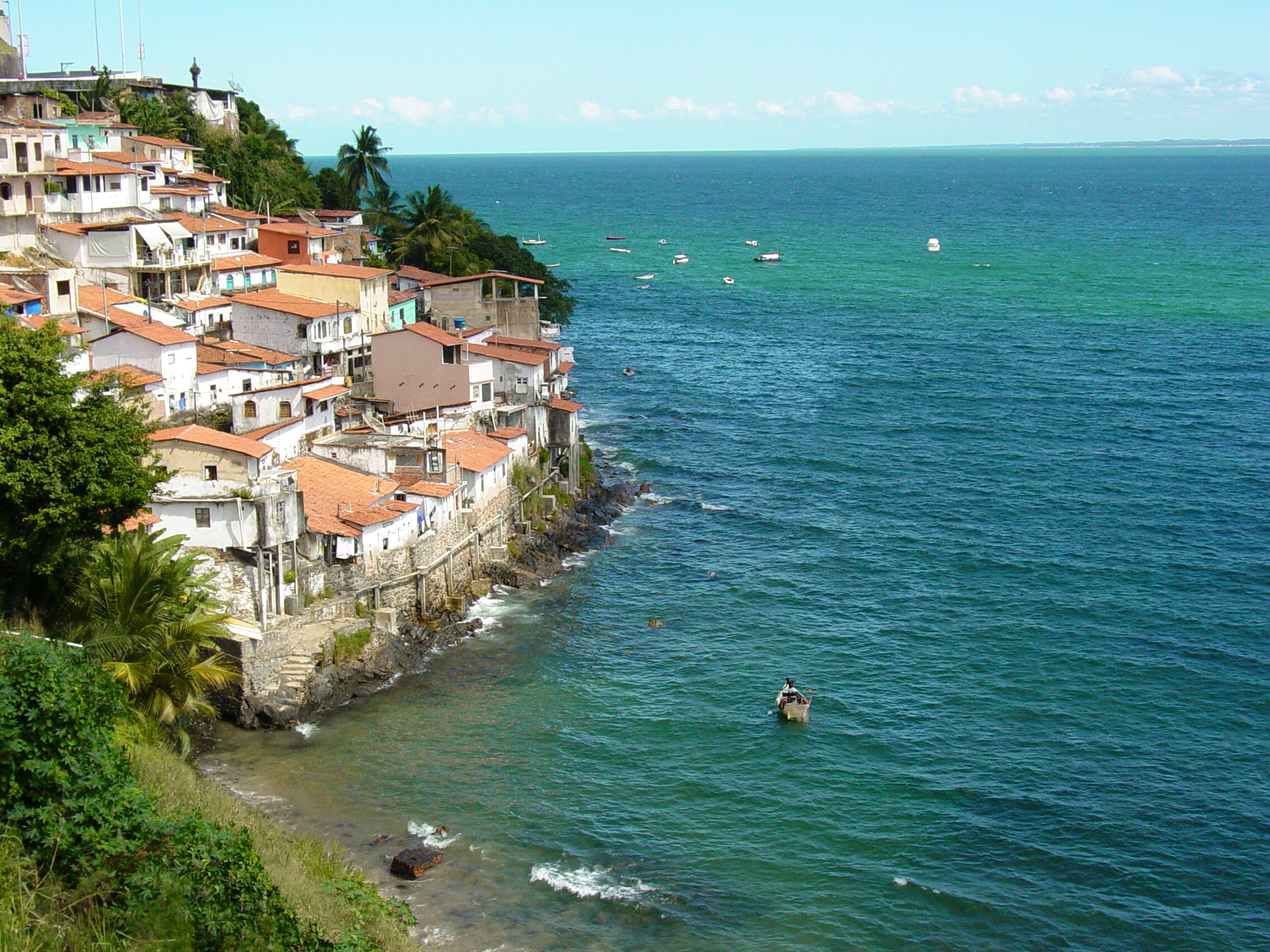
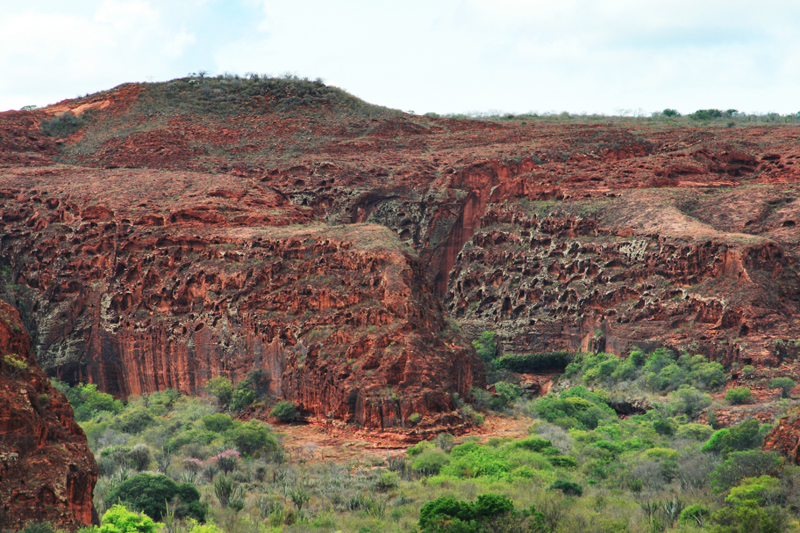
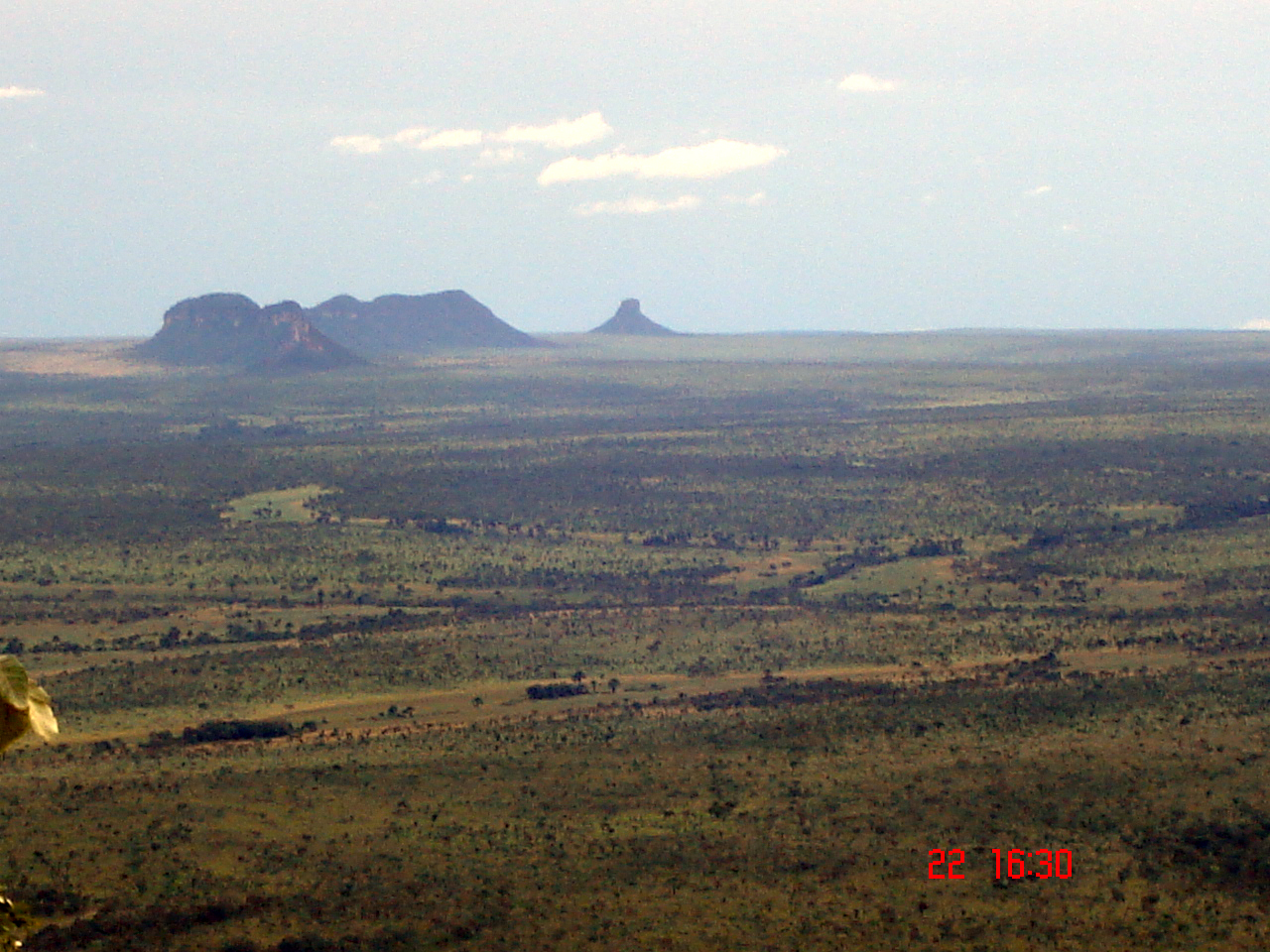
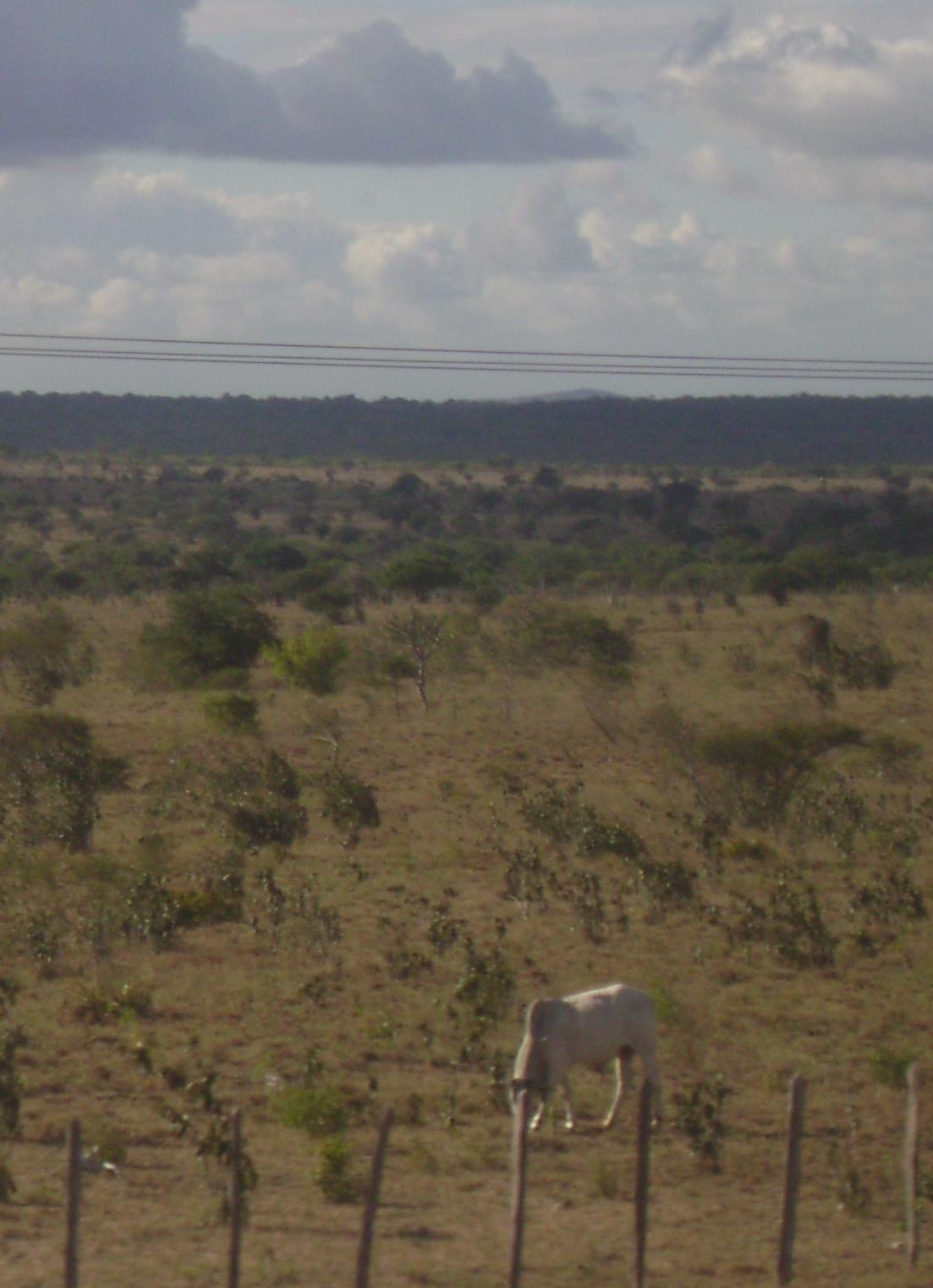
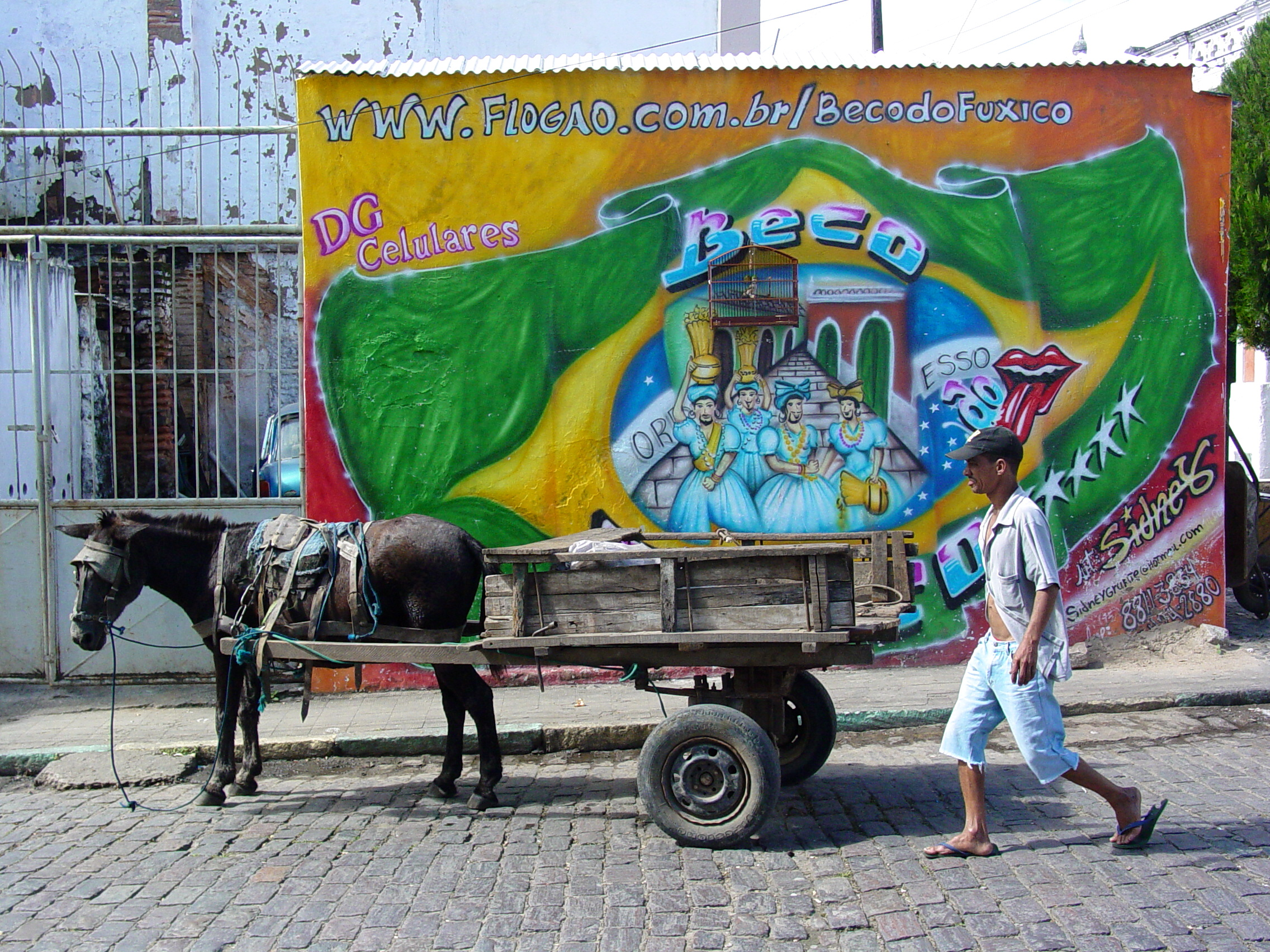
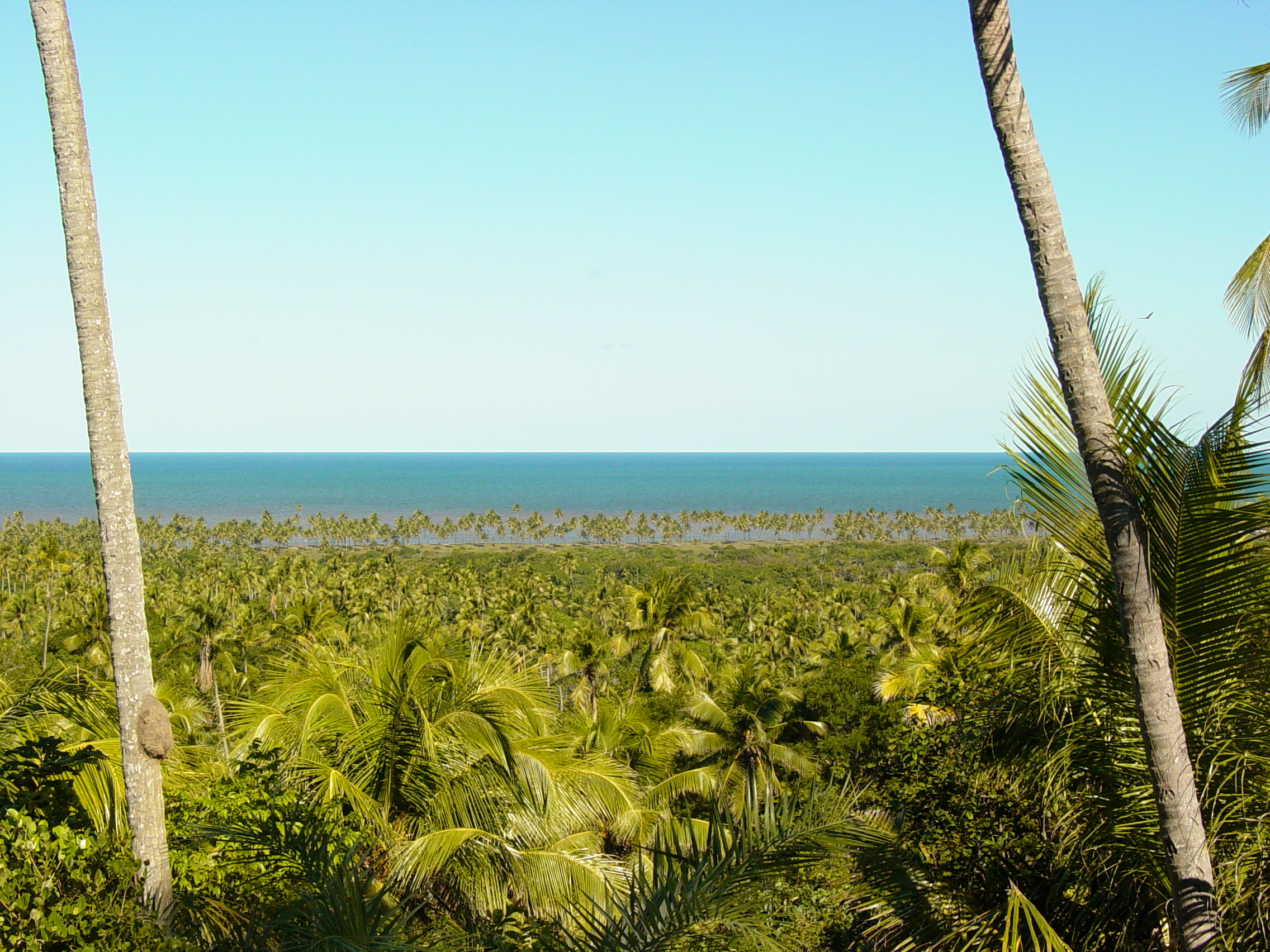
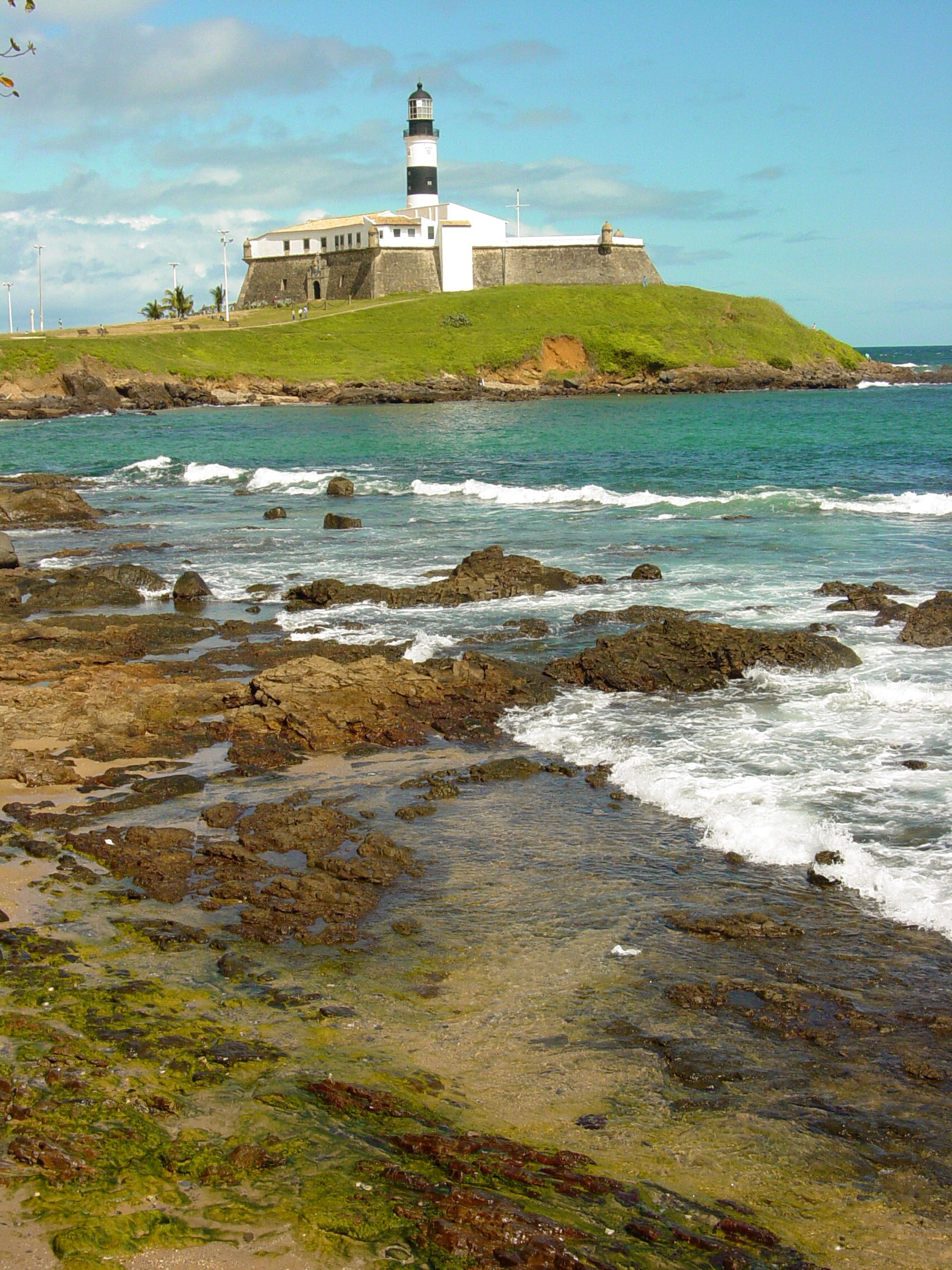
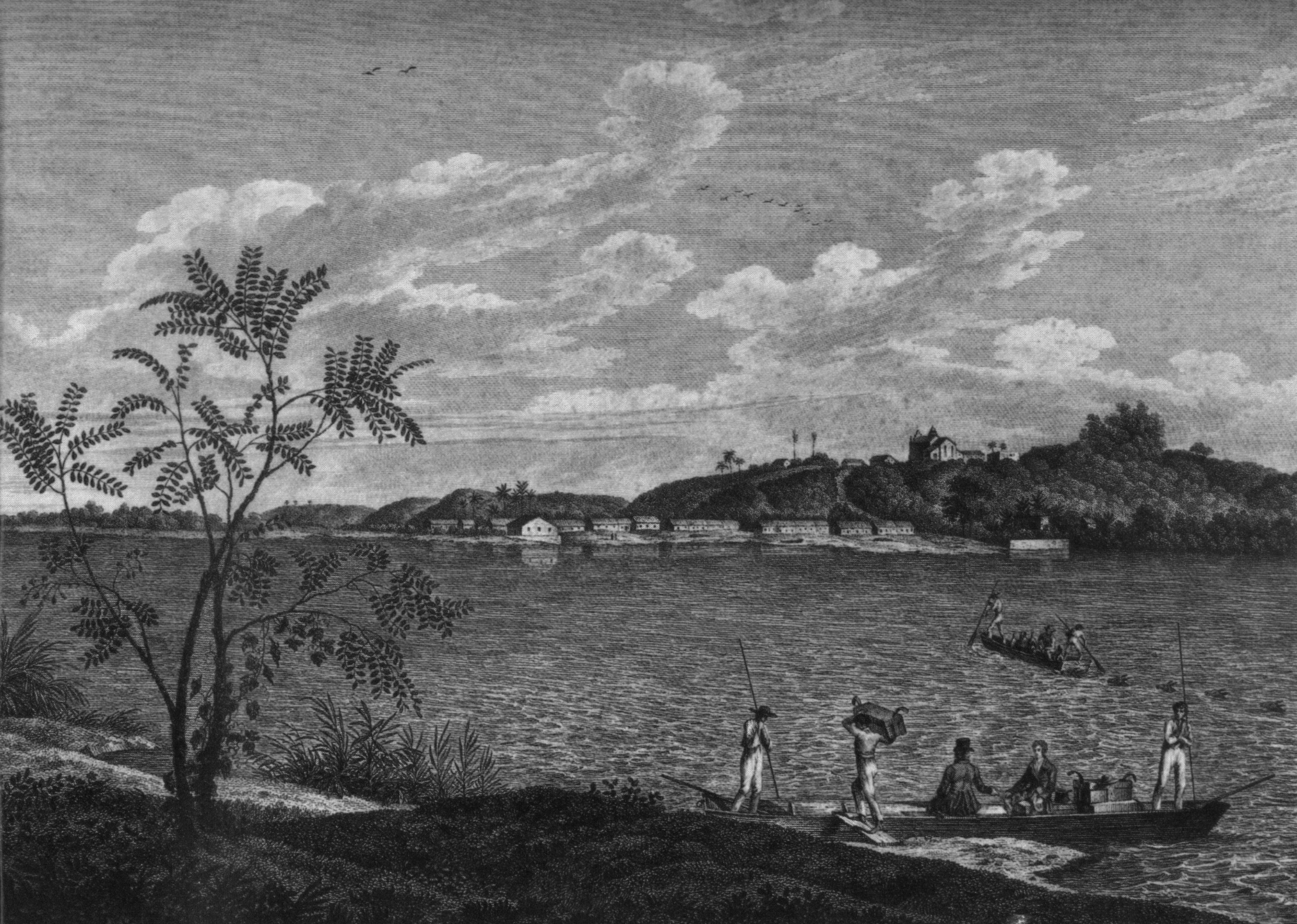
XIX век
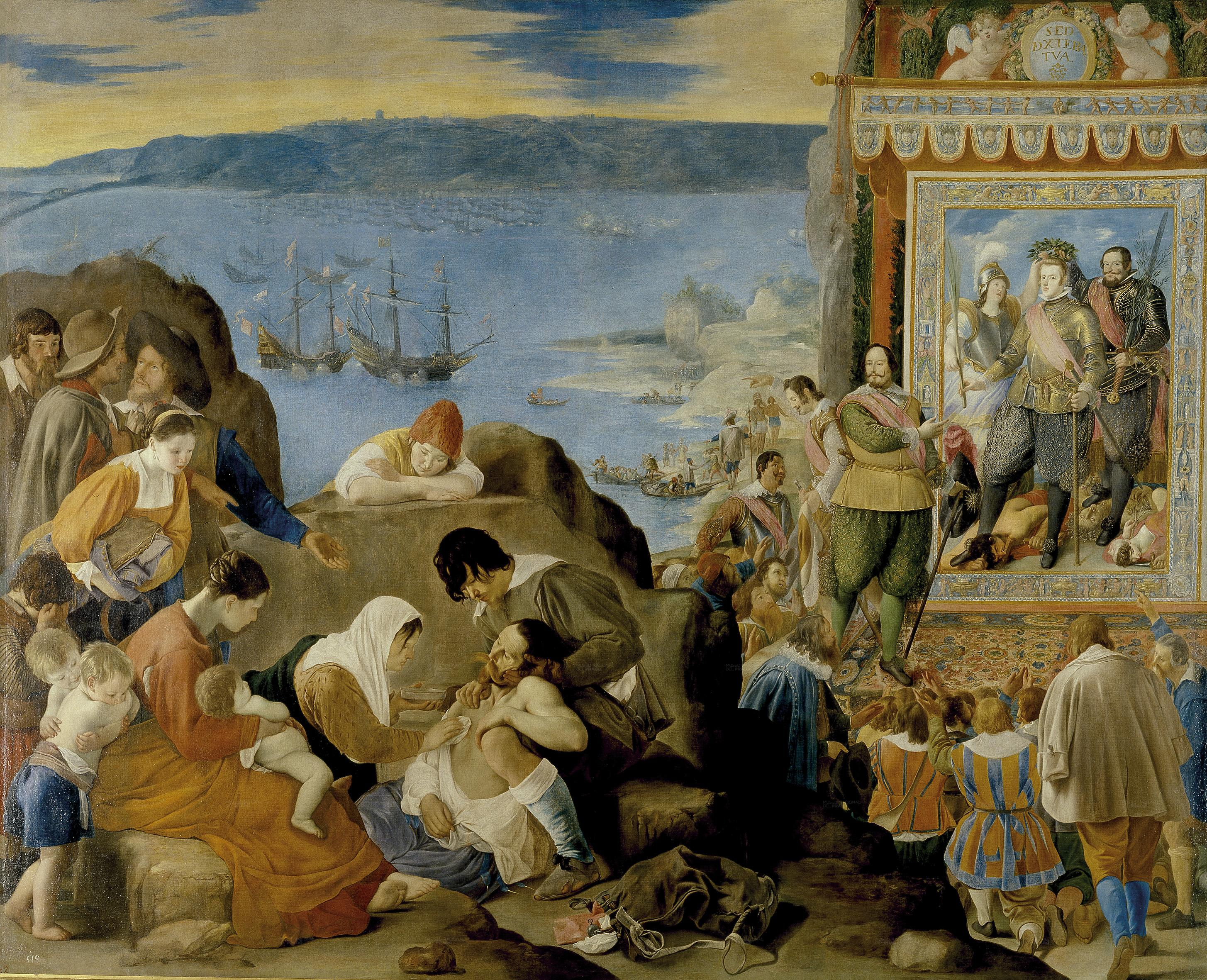
Хуан Баутиста Майно, XVII век